# Horatio Stump
Der Horatio Stump ist ein 165 m hoher Hügel mit abgeflachtem Gipfel auf King George Island im Archipel der Südlichen Shetlandinseln. Er ragt unmittelbar östlich der Flat Top Peninsula auf der Fildes-Halbinsel auf.
Das UK Antarctic Place-Names Committee benannte ihn 1960 nach dem britischen Robbenfänger Horatio, der zwischen 1820 und 1821 in den Gewässern um die Südlichen Shetlandinseln operiert hatte.
Vom Horatio Stump aus fließt der Horatiobach in die Horatiobucht. Beide wurden im antarktischen Sommer 1981/82 oder 1983/84 von einer deutschen Expedition nach dem Hügel benannt.